# Bernardino Machado

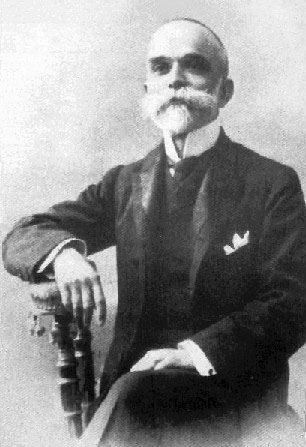
Bernardino Machado.

Bernardino Luís Machado Guimarães, född 28 mars 1851, död 29 april 1944, var en portugisisk politiker.
Machado blev filosofie doktor 1876, deputerad 1882, det republikanska partiets ledare 1902, och var efter republikens införande utrikesminister 1910 samt 1915–1917 och president 1925–1926.